# 五唑化银
五唑化银是一种无机化合物，化学式为AgN5，它可由五唑化镁或五唑化钴和硝酸银反应制得。由于它对光照敏感，其晶体结构未能测得。计算表明它的空间群可能为P21/c。

## 反应
五唑化银和氨水反应，可以得到对空气稳定的[Ag(NH3)2][Ag3(N5)4]。它和四甲基碘化铵反应，可以得到四甲基五唑化铵；和三氯化六氨合钴(III)反应，可以得到三(五唑)化六氨合钴(III)。